# Mezzoforte (band)

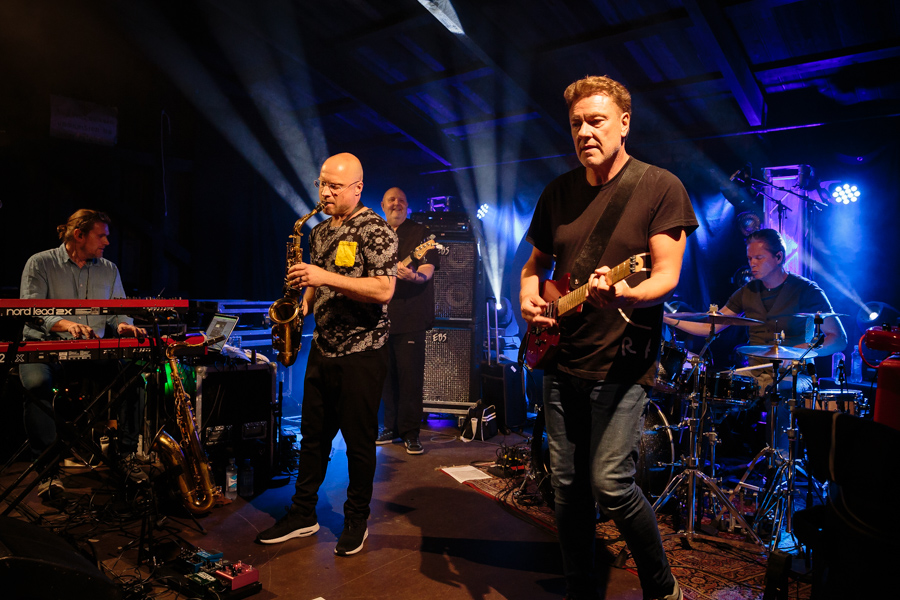
Mezzoforte in 2017

Mezzoforte is een instrumentale funk fusionband, afkomstig uit IJsland. Hun grootste hit was "Garden Party" uit 1983. 

## Bezetting
- Eyþór Gunnarsson – keyboard
- Johann Asmundsson – basgitaar, percussion
- Gunnlaugur Briem - drums, percussion
- Fridrik Karlsson - gitaar
- Kristinn Svavarsson - saxofoons, percussion

## Discografie

### Studioalbums
- Mezzoforte (1979)
- I Hakanum (Octopus) (1980)
- Thvilikt og annad eins (Dreamland) (1981)
- Surprise Surprise (1982, heruitgave 1993)
- Observations (1983, heruitgave 1994)
- Rising (1985, heruitgave 1995)
- No Limits (1986, heruitgave 1993)
- Playing for Time (1989)
- Daybreak (1993)
- Monkey Fields (1996)
- Forward Motion (2004)
- Live in Reykjavik (2009)
- Volcanic (2010)
- Islands (2012)

### Compilatie-albums
- Sprelllifandi (Live at the Dominion)
- Catching up with Mezzoforte
- The Saga so Far
- Best Collection (alleen voor Japan)
- Fortissimos
- Garden Party Time
- Anniversary Edition

### NPO Radio 2 Top 2000
| Nummer met noteringen in de NPO Radio 2 Top 2000 | '00  | '01  |
| ------------------------------------------------ | ---- | ---- |
| Garden Party                                     | 1318 | 1337 |

1. ↑  Een vetgedrukt getal geeft de hoogste notering aan.
2. ↑  2000 was het eerste jaar met een notering voor dit nummer.
3. ↑  Deze tabel is bijgewerkt tot en met de laatste editie (2024).

## Tunes en fillers in radio- en televisieprogramma's
- Check It In (AVRO's Sportpanorama, televisie)
- E.G.Blues (filler in het radioprogramma van Jeroen van Inkel) van het album No Limits
- Funk Suite No.1 (filler in Breekijzer, televisie) van het album Surprise Surprise
- Playing For Time (begintune Blik op de weg, televisie)
- diverse tracks (fillers in VARA's Wereldwijs, televisie)

## Trivia
- Het vierde album van Mezzoforte, met hun meest bekende nummer Garden Party, verscheen op IJsland als Mezzoforte 4. In Europa kwam het album als Surprise surprise op de markt, voorzien van de cover van hun vorige album Thvilikt og annad eins.